# Primo Panciroli
Primo Panciroli (Roma, 2 giugno 1875 – Acireale, 13 settembre 1946) è stato un pittore italiano.

## Biografia
Rimasto orfano della madre nel 1882, a soli sette anni venne iscritto all'Istituto San Michele di Roma. Allievo prediletto di Alessandro Ceccarini, si distinse in qualità di scultore e pittore diplomandosi con il massimo dei voti. Il suo direttore Augustale Mancinelli, fratello del famoso musicista Luigi Mancinelli, conservò, perché mirabile, una composizione di fiori ed uccelli eseguita a tempera. Cesare Maccari, amico del Ceccarini, chiese un nominativo per la sua bottega e quest'ultimo non esitò e gli propose Primo Panciroli. Questi lavorò quindin con il Maccari dal 1895 al 1907 a Nardò, Loreto, Siena e Firenze. Sostituì poi il noto pittore Giuseppe Sciuti, in quanto ammalatosi, ad Acireale, dove coadiuvò il maestro nella decorazione della navata centrale della Cattedrale e dove decorò i soffitti del palazzo di Città e dei palazzi Musmeci e Nicolosi. Affrescò inoltre il transetto e l'abside della chiesa del Sacro Cuore di Gesù a Santa Venerina.
Primo Panciroli lavorò contemporaneamente in Italia e all'estero vincendo concorsi e commissioni internazionali. Vinse il concorso nel 1919 dell'Accademia di San Luca per affrescare la sala del Campidoglio a Roma. Affrescò, vincendo in un concorso internazionale, nel 1923 anche la Chiesa copta del Cairo. A Livorno eseguì gli affreschi nella villa Zalun e decorò il palazzo del Commercio-Artigianato. A Levico Terme affrescò il palazzo Paor e quello della Banca Cooperativa. A Roma affrescò l'esterno del palazzo in via Savoia. A Roma con Giuseppe Spina partecipò a decorare il Sommo Portico dell'Altare della Patria. Eseguì nel 1915 a San Pietroburgo due grandi tele nel palazzo del Principe Abamelèk. Ad Alessandria d'Egitto nel Palazzo Reale eseguì 24 grandi tele con tecnica ad encausto. Lavorò a Trento, Ravenna, Ragusa, Bagnara Calabra. In quest'ultima città affrescò due chiese: la chiesa del Santissimo Rosario e la chiesa madre. Ancora, affrescò la sala consiliare di Acireale. Tra il 1943 e il 1944 l'ultimo lavoro: pitture a fresco e tempera nella cappella dell'Immacolata della chiesa Maria Santissima Immacolata di Fiumefreddo, recentemente restaurate. Ammalatosi di tubercolosi, morì nel 1946 tra le braccia della consorte Maria Spina. Nella Pinacoteca Zelantea di Acireale è conservato uno splendido autoritratto.

## Opere
- 1910-1920: Ciclo di affreschi, opere presenti sulle pareti del transetto e abside della Chiesa del Sacro Cuore di Gesù: la Speranza, la Carità, la Giustizia, l'Ascensione di Cristo, il Trionfo della Croce, la Moltiplicazione dei Pani, l'Eucaristia, Angeli col calice, Gesù tra i bimbi, San Tommaso col Cristo, l'Adorazione dell'Agnello, l'Esaltazione del Lino.
- 1926: Ciclo, affreschi, opere presenti sulle pareti dell'altare maggiore della cattedrale di San Giovanni Battista di Ragusa.

## Galleria d'immagini

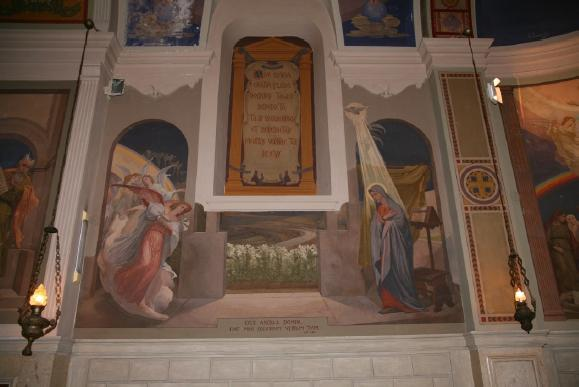
Affreschi di Panciroli nella chiesa di Maria Santissima Immacolata a Fiumefreddo di Sicilia
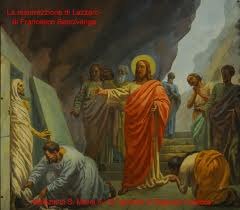
Affresco di Panciroli nella chiesa di Santa Maria e dei XII Apostoli di Bagnara Calabra
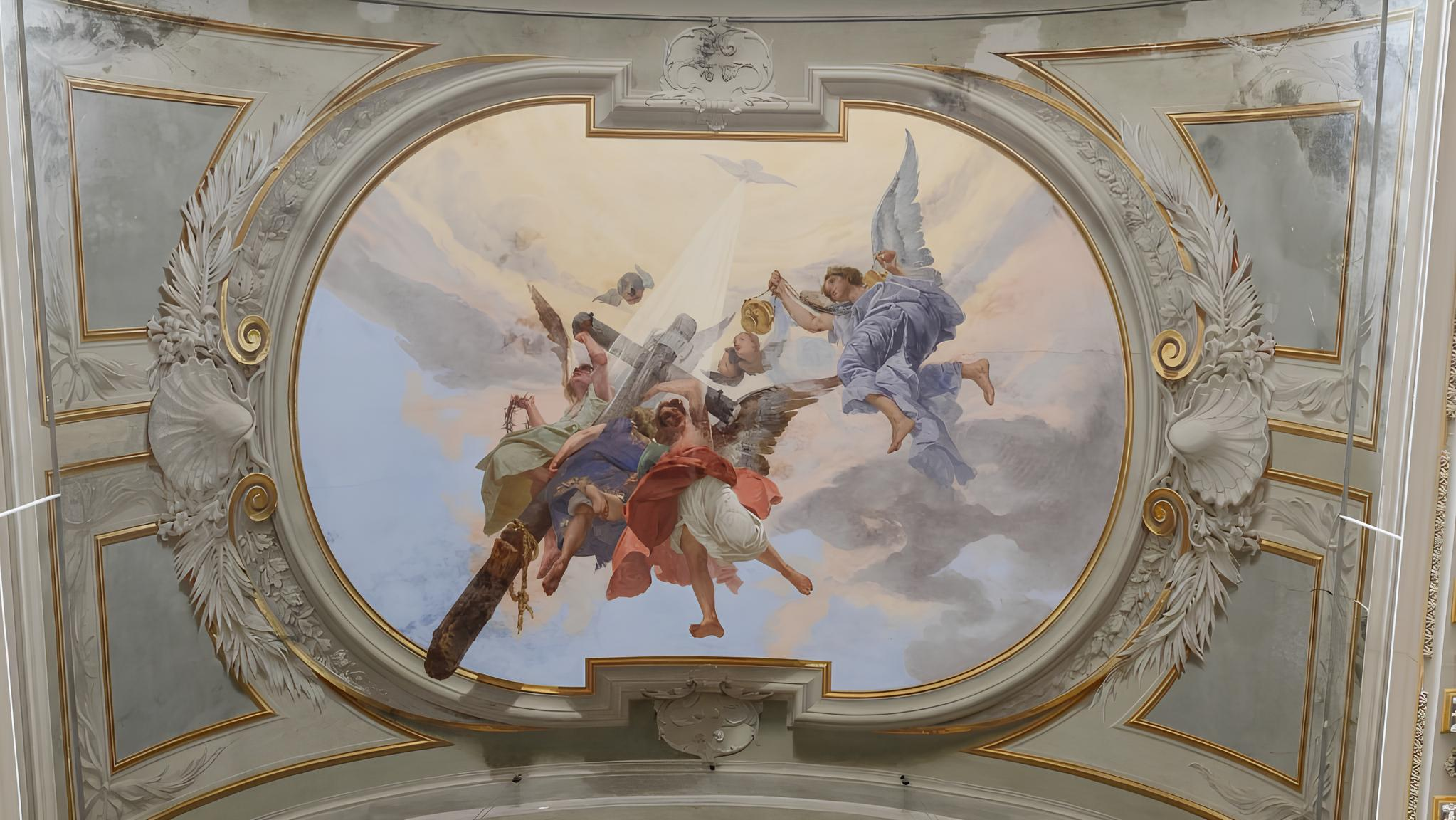
Il trionfo della Croce, parte del Ciclo di affreschi contenuto nella Chiesa del Sacro Cuore di Gesù a Santa Venerina